# Гельвети
Гельвети (лат. Helvētiī [hɛɫˈweːti.iː], галльська: *Heluētī) — кельтське

плем'я або племінна конфедерація 
, 

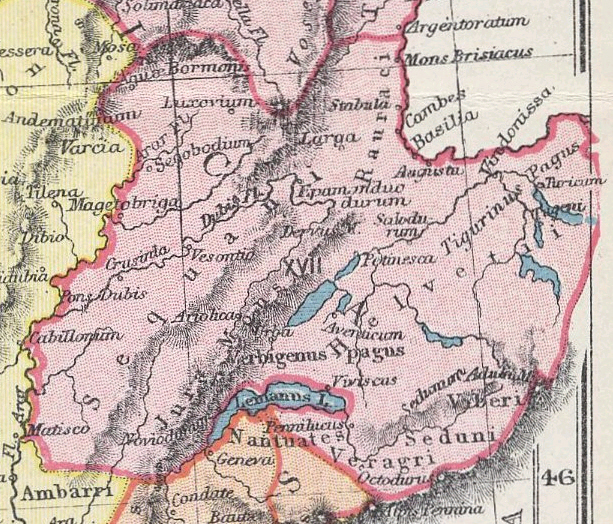
Мапа римської провінції Maxima Sequanorum (бл. 300 р. н. е.), яка охоплювала території частини гельветів, секванів і кількох менших племен. Відносне розташування гельветських паг тигуринів та вербігенів, хоча й зазначено на карті, залишається невідомим.

що займала більшу частину Швейцарського плато під час їхнього контакту з Римською республікою в 1 столітті до нашої ери. 
Згідно з Юлієм Цезарем, гельвети поділялися на чотири підгрупи або пагі. 
З них Цезар називає лише вербігенів і тигуринів
, 
тоді як Посідоній згадує тигурінів і тугенів (Τωυγενοί).

Вони посідають важливе місце в «Нотатках про війну з галлами», де їх невдала спроба міграції до південно-західної Галлії (58 р. до н. е.) послужила каталізатором для завоювання Галлії Цезарем.
Гельвети були підкорені після 52 року до н.е., і за Октавіана Августа кельтські опіди, такі як Віндонісса чи Базілея, були перетворені на гарнізони. 
У 68 році нашої ери гельветське повстання було придушене Авлом Цециною Алієном. 
Швейцарське плато спочатку було включено до римської провінції Галлія-Белгіка (22 р. до н. е.), пізніше до складу Верхньої Германії (83 р. н.е.). 
Гельвети, як і решта Галлії, були значною мірою романізовані до II століття. 
Наприкінці III століття римський контроль над регіоном ослаб, і Швейцарське плато зазнало вторгнення алеманів. 
Алемани та бургунди заснували постійні поселення на Швейцарському плато в V-VI століттях, в результаті чого утворилися ранньосередньовічні території Алеманія і Верхнє Бургундське королівство. 
Гельвети були значною мірою асимільовані своїми новими правителями, сприяючи етногенезу сучасного швейцарського народу.

## Назва
Вони згадуються як Helvetii у Цицерона (середина I ст. до н.е.), Цезаря (середина I ст. до н.е.) і Тацита (початок II ст. н.е.), 

у родовому відмінку як Helvetiorum у Лівія (кінець I ст. до н.е.), 
 
як Helveti у Плінія (середина I ст. н.е.), 
 
і як Elouḗtioi (Ἐλουήτιοι) у Птолемея (2 ст. н.е.). 

Галльська етнічна назва Helvetii зазвичай тлумачиться як (h)elu-ētioi («багатий землею»), від elu- («численний», порівняння д.ірл. il) додається до etu- («лука»; пор. д.ірл. iath). 

Наявність початкового h-, залишку попереднього p- (ПІЄ *pelh1u- > кельт. helu- > elu-), свідчить про архаїчне утворення. 

Найдавніше свідчення назви знайдено в графіті на посудині з Мантуї, датоване бл. 300 роком до н.е. 

Напис етруськими літерами читає eluveitie, що було інтерпретовано як етруську форму кельтського elu̯eti̯os («гельветець»), імовірно, посилаючись на людину гельветського походження, яка жила в Мантуї.

## Родова організація
З чотирьох гельветських пагі або підплемен Цезар називає лише вербігенів (Bell. Gall. 1.27) і тигуринів (1.12), Посідоній — тигуринів і тугенів (Τωυγενοί). 
У швейцарській історіографії (починаючи з Фелікса Штеліна 1927 р.) точилася значна дискусія щодо того, чи можна чи ні ототожнювати тугенів із тевтонцями, згаданими Титом Лівієм. 

За словами Цезаря, територія, покинута гельветами, містила 400 сіл і 12 опід (укріплених поселень). 

Його підрахунок загальної кількості населення, взятий із захоплених гельветських записів, написаних грецькою мовою, становить 263 000 осіб, включаючи бійців, старих, жінок і дітей. 

Проте сучасні вчені зазвичай відкидають ці цифри як занадто високі.
Як і багато інших племен, гельвети не мали королів під час зіткнення з Римом, а замість цього, ймовірно, мали клас знаті (лат. equites).  
Коли Оргеторікс, один із їхніх найвидатніших і найамбітніших шляхтичів, планував утвердитися їхнім королем, йому загрожувала страта на вогнищі, якщо його визнають винним. 
Цезар прямо не називає племінну владу, яка переслідує справу та збирає людей для затримання Оргеторикса, але він називає їх латинськими термінами civitas ( «держава» або «плем’я») і magistratus («посадовці»). 

## Історія

### Найдавніші історичні джерела та поселення
У своїй «Природнічій історії» (бл. 77 р. н.е.) Пліній наводить міф про кельтське поселення в Цизальпійській Галлії, в якому гельветець на ім’я Геліко відіграє роль культурного героя. 
Геліко працював у Римі майстром, а потім повернувся додому на північ від Альп із сушеним інжиром, виноградом, трохи олії та вина, що спонукало його співвітчизників вторгнутися в північну Італію. 

Грецький історик Посідоній (бл. 135–50 рр. до н.е.), праця якого збереглася лише у фрагментах інших авторів, пропонує найдавніший історичний запис про гельветів. 
Посідоній описав гельветів кінця II ст. до н.е. як «багатих золотом, але миролюбних», не даючи чітких вказівок на розташування їхньої території. 

Його згадка про промивання золота в річках була сприйнята як доказ ранньої присутності гельветів на Швейцарському плато, а Емме була однією з золотоносних річок, згаданих Посідонієм. 
Це тлумачення зараз зазвичай відкидається 
, 
оскільки розповідь Посідонія робить імовірнішим те, що країна, яку деякі з гельветів покинули, щоб приєднатися до набігів тевтонів, кімврів і амбронів, була насправді південною Німеччиною, а не Швейцарією.
Те, що гельвети спочатку жили в південній Німеччині, підтверджено александрійським географом Клавдієм Птолемеєм (бл. 90–168 рр. н.е.), який розповідає нам про Ἐλουητίων ἔρημος (тобто «Гельветські безлюдні землі») на північ від Рейну. 

Тацит знає, що гельвети колись оселилися в смузі між Рейном, Майном і Герцинським лісом. 

Залишення цієї північної території зараз зазвичай відносять до кінця II ст. до н.е., приблизно в час перших німецьких вторгнень у римський світ, коли тігурини та тойгени/тутони згадуються як учасники великих набігів.
У пізнішому Vicus Turicum, ймовірно, у першому І столітті до н. е. або навіть набагато раніше, кельти оселилися в Лінденгофському опідіумі. 
У 1890 році в доісторичному пальовому поселенні Альпенквай в Цюриху, Швейцарія, були знайдені так звані шматки потіна, найбільша вага яких становить 59,2 кг. 
Шматки складаються з великої кількості оплавлених кельтських монет, які змішані із залишками деревного вугілля. Деякі з 18 000 монет походять зі Східної Галлії, інші належать до Цюрихського типу, які були віднесені до місцевих гельветів , які датуються приблизно 100 роком до н.е. 
Знахідка поки що унікальна, а наукові дослідження припускають, що переплавлення грудки не було завершено, тому метою було формування культових жертв. 
Місце знахідки знаходилося на той час щонайменше за 50 м від берега озера і, ймовірно, на глибині від 1 м до 3 м. 

Знайдено також острівне святилище гельветів, що має стосунок до поселення на попередньому опіду Ітліберг (нім. Oppidi Uetliberg) на колишньому острові Гроссер-Гафнер, 

а також поселення Кляйнер-Гафнер

на Зехселойтенплац при впадінні Ліммат в Цюрихське озеро.

### Перший контакт з римлянами

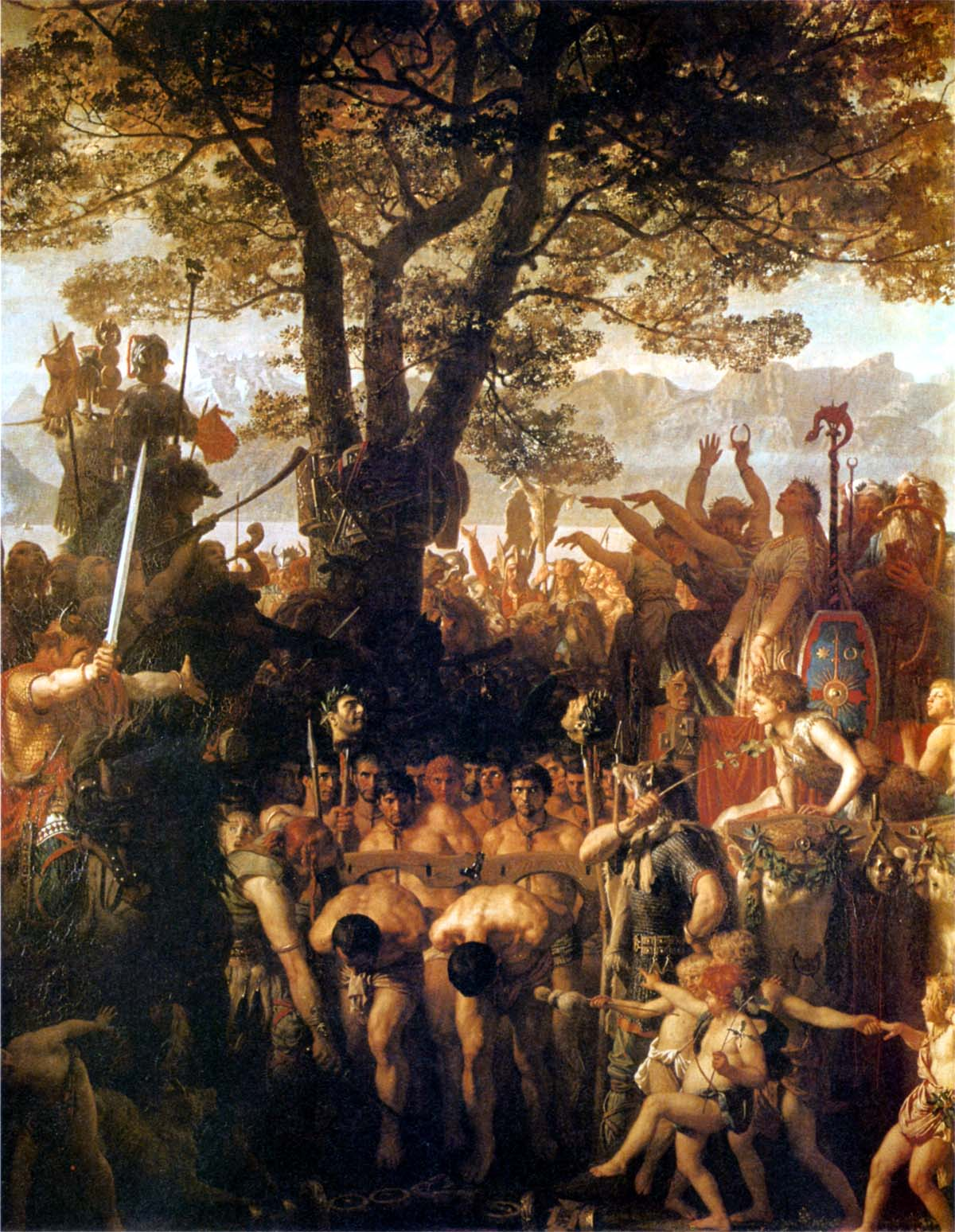
«Гельвети гонять римлян через ярмо» Романтична картина Чарльза Глейра (XIX ст.), святкування перемоги гельветів над римлянами під Агеном (107 р. до н. е.) під командуванням Дівикона

Германські племена кімврів і амбронів, ймовірно, досягли південної Німеччини близько 111 р. до н. е., де до них приєдналися тігурини та, ймовірно, тевтони-тутони-тойгени. (точна ідентичність останньої групи невідома). 

Племена почали спільне вторгнення в Галлію, включно з римською провінцією Нарбонська Галлія, що призвело до перемоги тігурінів над римською армією під проводом Л. Кассія Лонгіна біля Агендікума в 107 р. до н.е., під час якої було вбито консула. 
За словами Цезаря, полоненим римським солдатам було наказано перейти під ярмом, встановлене тріумфуючими галлами, ганьба, яка вимагала як публічної, так і приватної помсти. 

Цезар є єдиним оповідним джерелом для цього епізоду, оскільки відповідні книги історій Лівія збереглися лише в Periochae, коротких підсумкових списках змісту, в яких згадуються заручники, віддані римлянами, але не ярмо. 

У 105 р. до н. е. союзники розбили іншу римську армію біля Араузіо і продовжили напад на Іспанію, Галлію, Норик і Північну Італію. 
У 103 році до н. е. вони розділилися на дві групи: тевтони та амврони йшли західним шляхом через Нарбонську Галлію, а кімври та тигурини перетнули східні Альпи (імовірно через перевал Бреннер). 
Тевтони та амброни були розбиті в 102 році до н. е. Гаєм Марієм біля Аквах-Секстієвих, кімври та тигурини зимували на Паданській рівнині. 
Наступного року Марій практично знищив кімврів у битві при Верцеллах. 
Тигурини, які планували слідувати за кімврами, повернули через Альпи зі своєю здобиччю і приєдналися до тих гельветів, які не брали участі в набігах.

### Цезар і Гельветська кампанія 58 р. до н.е.

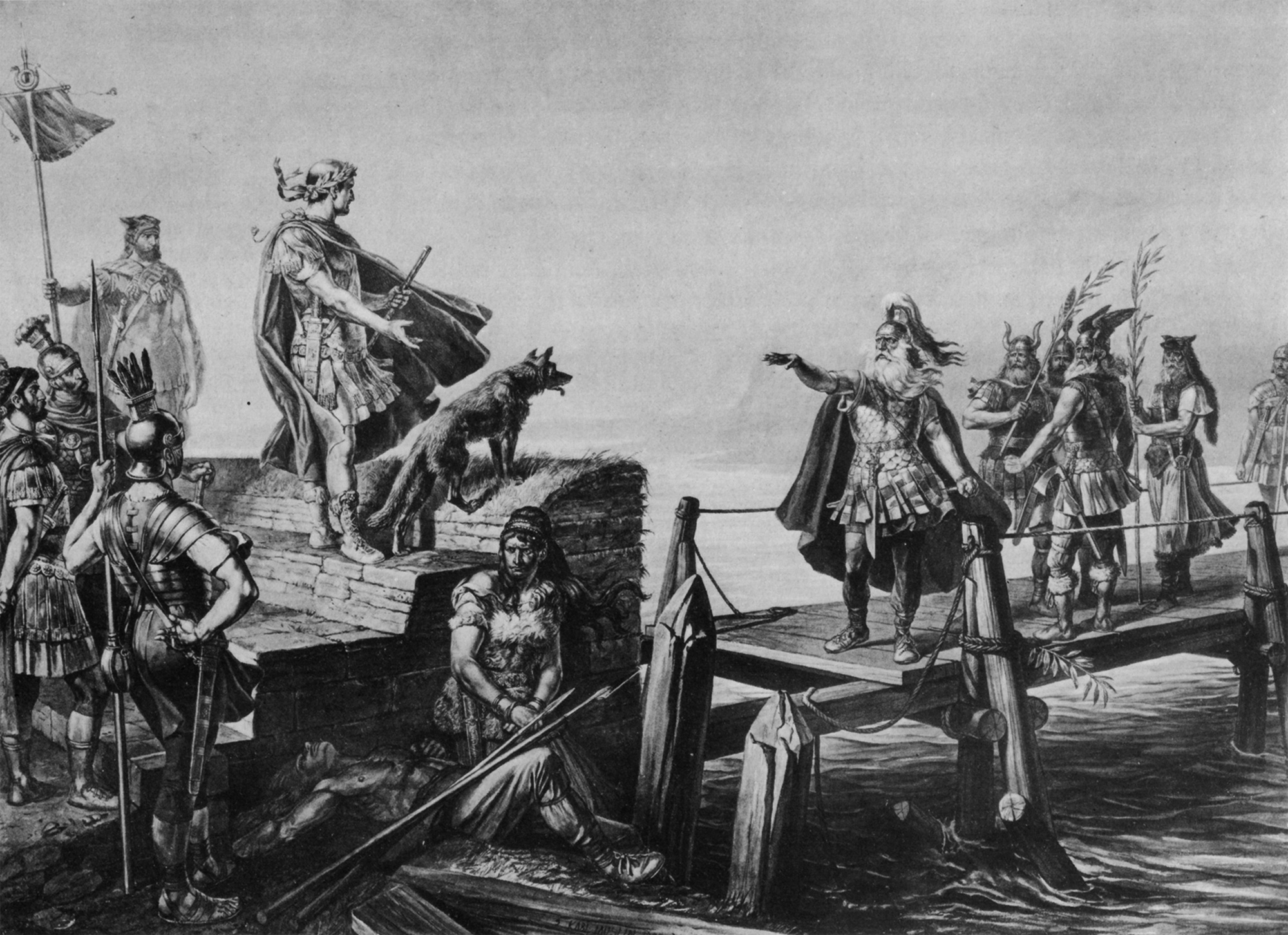
Юлій Цезар і Дівикон ведуть перемовини після битви на Соні. Історичний живопис XIX століття Карл Жослен

#### Передмова
Гельвети були першим галльським племенем кампанії, яке зіткнулося з Цезарем. 
Він розповідає про події конфлікту у початкових розділах Нотатках про війну з галлами. 
 
Через політичний характер Нотаток мета Цезаря в оприлюдненні власних досягнень могла спотворити значення подій і мотиви тих, хто брав участь. 

Вождь Оргеторікс представлений як ініціатор нової гельветської міграції, під час якої все плем'я мало залишити свою територію і встановити верховенство над усією Галлією. 
Ця міграція планувався протягом трьох років, під час яких Оргеторикс домовився з двома знатними представниками сусідніх племен, Кастікусом із секванів і Думноріксом з едуїв, щоб кожен здійснив державний переворот у своїй країні, після чого троє нових королів співпрацювали б. 
Коли звістка про його прагнення зробити себе королем дійшла до гельветів, Оргеторікс був викликаний до суду, і йому загрожувала страта на багатті, якщо його визнають винним. 
Тим часом він уникнув вироку, прибувши на призначене для нього слухання з десятьма тисячами послідовників і рабів; але перш ніж великі сили, зібрані владою, змогли затримати його, він помер за нез’ясованих обставин, як вважають гельвети, від самогубства. 

Тим не менш, гельвети не відмовилися від запланованої еміграції та спалили свої домівки в 58 році до н. е. 

До них приєдналася низка племінних груп із сусідніх регіонів: раураки, латобриги, тулінги та бої, які обложили Норею. 

Вони покинули свої домівки з наміром оселитися серед сантонів. Найпростіший шлях пролягав через долину Рони, а отже, через римську провінцію Нарбоненсіс.

#### Битва на Соні
Коли вони досягли кордонів аллоброгів, найпівнічнішого племені провінції Нарбоненсіс, вони виявили, що Цезар уже розібрав Женевський міст, щоб зупинити їх просування. 
Гельвети послали «найзнатніших своїх людей» для переговорів, обіцяючи мирний прохід через провінцію Нарбоненсіс. 
Цезар зупинив їх, попросивши деякий час для розгляду, який він використав, щоб зібрати підкріплення та зміцнити південні береги Рони. 
Коли посольство повернулося в домовлену дату, він рішуче відхилив їхню пропозицію. 
Гельвети тепер обрали складніший північний шлях через територію секванів, який перетинав гори Юра через дуже вузький перевал на місці сучасного форту Л'Еклюз, але оминав Нарбоненсіс. 
Після спустошення земель племені едуїв, які перейшли на бік Цезаря, вони почали перехід через Сону, який зайняв у них кілька днів. 
Оскільки лише чверть їхніх сил залишилася на східних берегах, Цезар напав на них і розбив їх. 
За словами Цезаря, вбитими були тигурини , яким він тепер помстився в ім’я республіки та своєї родини. 

Після битви римляни швидко подолали річку, що спонукало гельветів знову відправити посольство, цього разу на чолі з Дівиконом, іншою особою, яку Цезар пов’язує з ганебною поразкою 107 року до н. е. 
Дівикон мав запропонувати майже капітуляцію, а саме — дозволити гельветам оселитися там, де це забажає Цезар, хоча це поєднувалося із загрозою відкритої битви, якщо Цезар відмовиться. 
Цезар вимагав віддати йому заручників і виплатити репарації едуям і аллоброгам. 
Дівикон відповів, що «вони звикли приймати, а не давати заручників; факт, про який міг засвідчити римський народ», 
це знову був натяком на надання заручників переможеними римлянами в Агені.

#### Битва при Бібракті
У кавалерійській битві, що послідувала, гельвети перемогли союзників Цезаря, едуїв під командуванням Думнорікса, і продовжили свій шлях, у той час як армія Цезаря була затримана через затримки постачання зерна, спричинені едуями за підказками Думнорікса, який одружився з донькою Оргеторікса. 
Проте через кілька днів, біля едуйського опіду Бібракте, Цезар наздогнав гельветів і зіткнувся з ними у великій битві, яка закінчилася відступом гельветів і захопленням більшої частини їхнього обозу римлянами.
Залишивши більшу частину своїх припасів, гельвети подолали близько 60 км за чотири дні, врешті-решт досягли земель лінгонів (сучасне плато Лангр). 
Цезар почав переслідувати їх лише через три дні після битви, але також послав гінців до лінгонів, попереджаючи їх жодним чином не допомагати гельветам. 
Гельвети запропонували свою негайну капітуляцію та погодилися надати заручників і здати зброю наступного дня. Протягом ночі 6000 вербігенів втекли з табору через страх бути вбитими, коли вони залишаться беззахисними. 
Цезар послав за ними вершників і наказав повернутих «зарахувати до ворогів», що, ймовірно, означало продаж у рабство.

#### Повернення мігрантів
Щоб вони могли захищати кордон Рейну від германців, він дозволив гельветам, тулінгам і латобригам повернутися на свої території та відбудувати свої домівки, доручивши аллоброгам постачати їм достатню кількість зерна. 
Цезар не згадує раураків, які, ймовірно, побудували новий опід Базель-Мюнстергюгель після свого повернення. 
Едуям було задоволено їхнє бажання, щоб бої, які супроводжували гельветів, оселилися на їхній власній території як союзники в опіді Горгобіна. 
Характер домовленості Цезаря з гельветами та іншими племенами сам консул далі не уточнює, але у своїй промові Pro Balbo 56 року до н. е. Цицерон згадує гельветів як одне з кількох племен федератів, тобто союзних народів, які не були ані громадянами Республіки, ані її підданими, але зобов’язані за договором підтримувати римлян певною кількістю вояків. 

#### Звіт Цезаря про кількість
За словами переможця, таблички зі списками грецькими літерами були знайдені в гельветському таборі, де детально перераховано всіх чоловіків, здатних носити зброю, з їхніми іменами та загальною кількістю жінок, дітей і людей похилого віку, які їх супроводжували. 

Ці цифри склали 263 000 гельветів, 36 000 тулінгів, 14 000 латобригів, 23 000 раураків і 32 000 боїв, загалом 368 000 осіб, 92 000 з яких були воїнами. 
Згідно з переписом тих, хто повернувся до своїх домівок, уціліло 110 000 осіб, що означало, що лише близько 30 відсотків емігрантів пережили війну.
Повідомлення Цезаря було частково підтверджено розкопками поблизу Женеви та Бібракте. 
Однак більша частина його розповіді ще не була підтверджена археологією, тоді як його розповідь у багатьох частинах слід вважати упередженою, а в деяких моментах малоймовірною. 
Для початку лише один із п’ятнадцяти кельтських опід на території Гельвеції наразі має докази знищення вогнем. Багато інших місць, наприклад святилище в Мормонті, не виявляють жодних ознак пошкодження під час періоду, про який йде мова, і кельтське життя тривало, ймовірно, без змін решту I століття до н. е. аж до початку римської ери, з акцентом радше на процвітання, ніж на «гельветські сутінки». 

Беручи до уваги почесний статус федератів, важко повірити, що гельвети будь-коли зазнавали таких значних втрат, як ті, які завдав римський воєначальник.
Взагалі цифри, записані стародавніми військовими авторами, слід сприймати як грубе перебільшення. 
.
Те, що Цезар стверджує, що це 368 000 осіб, оцінюється іншими джерелами як близько 300 000 (Плутарх) або 200 000 (Аппіан); у світлі критичного аналізу навіть ці цифри здаються занадто високими. 
Фургер-Гунті вважає армію з понад 60 000 вояків вкрай малоймовірною з огляду на описану тактику, і припускає, що фактична кількість становила близько 40 000 воїнів із загальної кількості 160 000 емігрантів. 

Дельбрюк пропонує навіть меншу кількість у 100 000 осіб, з яких лише 16 000 були воїнами, що зробило б кельтську силу приблизно вдвічі меншою за римську контингент бл. 30 000 воїнів. 

Справжні цифри ніколи не будуть точно визначені. 
У специфікаціях Цезаря можна принаймні сумніватися, дивлячись на розмір обозу, який вимагав би вихід із 368 000 людей: навіть за зменшеної кількості, яку Фургер-Гунті використовує для своїх розрахунків, обоз розтягнувся б щонайменше на 40 км, можливо, навіть на 100 км. 

Попри набагато збалансованішу чисельну вагу двох ворогуючих армій, битва ймовірно була набагато менш славною перемогою, ніж це представляв Цезар. 
Основна частина гельветів вийшла з бою з настанням ночі, покинувши, ймовірно, більшість своїх возів; вони відступили на північ форсованим нічним маршем і досягли території лінгонів через чотири дні після битви. 
Те, що Цезар має на увазі як відчайдушний відступ без зупинки, насправді могло бути наказаним відступом на помірній швидкості, долаючи менше 40 км на день. 
 
Сам Цезар не з'являється як тріумфуючий переможець у свою чергу, будучи неспроможним переслідувати гельветів протягом трьох днів, «як через рани солдатів, так і через поховання вбитих». 
Проте зрозуміло, що попередження Цезаря лінгонам не постачати своїх ворогів було цілком достатнім, щоб змусити лідерів гельветів знову запропонувати мир. 
На яких умовах було укладено цей мир, залишається дискусійним, але, як було сказано раніше, укладення фоеду ставить під сумнів повну поразку.

#### Питання мотиву
Оскільки на розповідь Цезаря сильно вплинула його політична програма, важко визначити справжні мотиви руху гельветів 58 року до н. е. 
Можна було б розглядати цей рух у світлі кельтського відступу з територій, які пізніше мали стати германськими; можна дискутувати, чи планували вони колись оселитися в Сентонжі, як стверджує Цезар (Bell. Gall. 1,10.). Безумовно, в особистих інтересах останнього було підкреслити будь-яку паралель між травматичним досвідом кімбрійських і тевтонських вторгнень і передбачуваною загрозою, яку гельвети становили для римського світу. 
Участь тигуринів у знищенні Л. Кассія Лонгіна та його армії була сприятливим приводом для вступу в наступальну війну в Галлії, доходи від якої дозволили Цезарю не тільки виконати свої зобов’язання перед численними кредиторами , яким він був заборгований, але й ще більше зміцнити свої позиції в пізній республіці. 

У цьому сенсі навіть персонаж Дівикона, який з’являється в «Коментаріях» через півстоліття після перемоги над Л. Кассієм Лонгіним, здається більше схожим на ще один банальний аргумент, що наголошує на виправданості нападу Цезаря, ніж на справжню історичну постать. 
Те, що переможець Агена був ще живий в 58 р. до н. е. або, якщо так, що він взагалі фізично був здатний здійснити таку подорож, здається більш ніж сумнівним.

### Гельвети як римські піддані

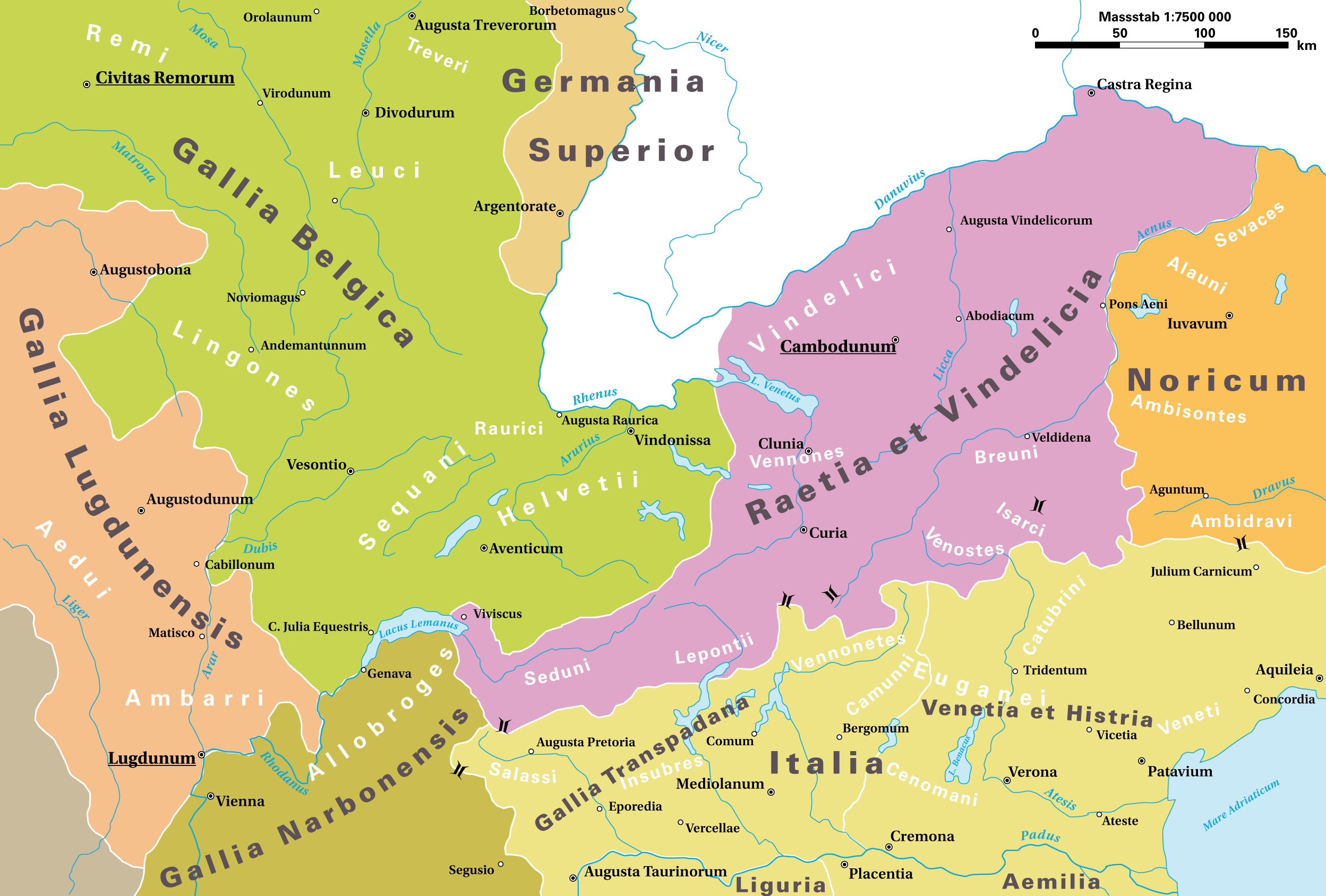
Римські провінції в 14 р. н. е.

Гельвети та раураки, швидше за все, втратили свій статус федератів лише через шість років після битви при Бібракті, коли вони підтримали Верцингеторикса в 52 році до н. е. з 8000 і 2000 вояками відповідно. 
Десь між 50 і 45 роками до н. е. римляни заснували Colonia Iulia Equestris на місці гельветського поселення Новіодунум (сучасний Ньон), а близько 44 року до н. е. Colonia Raurica на території раураків. 
Ці колонії, ймовірно, були засновані як засіб контролю над двома найважливішими військовими шляхами доступу між територією гельветів та рештою Галлії, блокуючи прохід через долину Рони та Зундгау.
Під час правління Августа римське панування стало суттєвішим. 
Деякі з традиційних кельтських опідів тепер використовувалися як легіонерські гарнізони, такі як Віндонісса або Базілея (сучасний Базель); інші були перенесені, як-от городище на Буа-де-Шатель, жителі якого заснували нову «столицю» civitas у сусідньому Авентикумі. 
Спочатку включені до римської провінції Бельгійська Галія, пізніше до Верхньої Германії і, нарешті, до Діоклетіанської провінції Maxima Sequanorum, колишні території гельветів та їхні мешканці були так само ретельно романізовані, як і решта Галлії.

### Повстання 68/69 н.е
Остання згадка про дії гельветів як племінного утворення, сталася незабаром після смерті імператора Нерона в 68 році нашої ери. 
Як і інші галльські племена, гельвети були організовані як civitas; вони навіть зберегли своє традиційне групування в чотири паги 

і користувалися певною внутрішньою автономією, включно із захистом певних фортець власними військами. 
У громадянській війні, яка послідувала за смертю Нерона, гельвети підтримали Гальбу; не знаючи про його смерть, вони відмовилися визнати владу його суперника Вітеллія. 
Legio XXI Rapax, який розташувався у Віндонісі та прихильно ставився до Вітеллія, вкрав платню гельветського гарнізону, що спонукало гельветів перехопити гінців Вітеллія та затримати римський загін. 
Авл Цецина Алієн, колишній прихильник Гальби, який тепер очолював вторгнення прихильників Вітеллія до Італії, розпочав масштабну каральну кампанію, розгромивши гельветів під командуванням Клавдія Севера та розгромивши залишки їхніх військ біля гори Воцецій, убивши та поневоливши тисячі. 
Капітулювала столиця Авентікум, а Юлій Альпін, керівник повстання, яке тепер вважалося гельветським, був страчений. 
Попри значні пошкодження та спустошення, яких вже зазнала civitas, згідно з Тацитом, гельвети були врятовані від повного знищення через благанням якогось Клавдія Косса, гельветського посланника до Вітеллія, і, як каже Тацит, «відомого красномовця». 

## Спадщина
Римська окупація після Галльських воєн заспокоїла кельтсько-германську контактну зону вздовж Рейну. 
Свеби та маркомани, які під керівництвом Аріовіста планували вторгнутися до Галлії, були відтіснені за Шварцвальд, де вони об'єдналися в майбутніх алеманів. 

Римляни дозволили германським племенам, таким як убії, трибоки, немети та вангіони, оселитися в безлюдних районах ліворуч від Рейну. 
На правому березі Верхнього Рейну, який, згідно зі свідченням Тацита (Germania 28), раніше також був зайнятий гельветами, як історичні, так і археологічні знахідки скупі. 
Птолемей (2.4.11) у II столітті використовує термін Eremus Helvetiorum (також перекладений як Heremus Helvetiorum) «пустка гельветів» для позначення цієї території (в основному відповідає сучасному Бадену). Термін був прийнятий Егідієм Чуді в XVI столітті 

і залишається вживаним у сучасній історіографії (Helvetier-Einöde). 
Було припущено, що територія, населена гельветами, поширювалася за межі Швейцарського плато, далеко на територію нинішнього Баден-Вюртемберга, але вони були витіснені в ході Кімврійської війни, приблизно за два покоління до вторгнення Цезаря в Галлію. 

Швейцарське плато було поступово романізовано у I-III столітті. 
Основними римськими поселеннями були міста Юлія-Еквестріс (Ньон), Авентикум (Аванш), Августа-Раурика (Аугст) і Віндонісса (Віндіш). 
Також було знайдено докази існування майже двадцяти римських сіл (Vicus) і сотень вілл. 

У ході романізації кельтський політеїзм гельветів був синкретизований з римською релігією. 
Кельтським божествам стали поклонятися під іменами їхніх римських аналогів, а римські боги отримали імена місцевих богів: Марс — Катурикс, Меркурій — Циссоніус та Юпітер — Поенінус. 
Великий культовий центр галло-римської релігії, що складається з восьми каплиць або невеликих храмів, знайдений в Альмендінгені поблизу Туна. 
Божества, яким поклонялися на цьому місці: Марс (імовірно, замість Катурикса) і Росмерта, а також Мітра. 

Хоча галльська мова була здебільшого витіснена латиною до III століття, у Швейцарії збереглося багато кельтських топонімів. 
З десяти найбільших сучасних швейцарських міст принаймні шість мають кельтську етимологію топонімів, 
а більшість головних швейцарських річок мають або кельтські, або докельтські назви. 
Порядок і процвітання Pax Romana закінчилися кризою III століття. 
У 260 році, коли Галльська імперія ненадовго відокремилася від Риму, імператор Галлієн відкликав легіони з Рейну для боротьби з узурпатором Інгенуєм, що дозволило алеманам вторгнутися на Швейцарське плато. 
Міста, села та більшість вілл зазнали набігів або пограбування бандами мародерів. 
Численні схованки монет, датованих 250-280 рр., свідчать про серйозність кризи. 

Гельвети були повторно відкриті як предки швейцарців у ранній історіографії Швейцарії наприкінці XV – на початку XVI століття. 
 
Їхня назва була прийнята як латинський еквівалент позначення Швейцарії, а Швейцарська Конфедерація отримала латинську назву Republica Helvetiorum. 
Назва національного уособлення Швейцарії, Гельвеція, і сучасна новолатинська назва країни, Confoederatio Helvetica (скорочено CH), походять від цієї традиції.
У 2015 році зоря 51 Пегаса, перша зоря головної послідовності, біля якої знайдено екзопланету, 

була названа Helvetios на честь Гельветії в рамках конкурсу IAU NameExoWorlds. 

## Кельтські опіди в Швейцарії

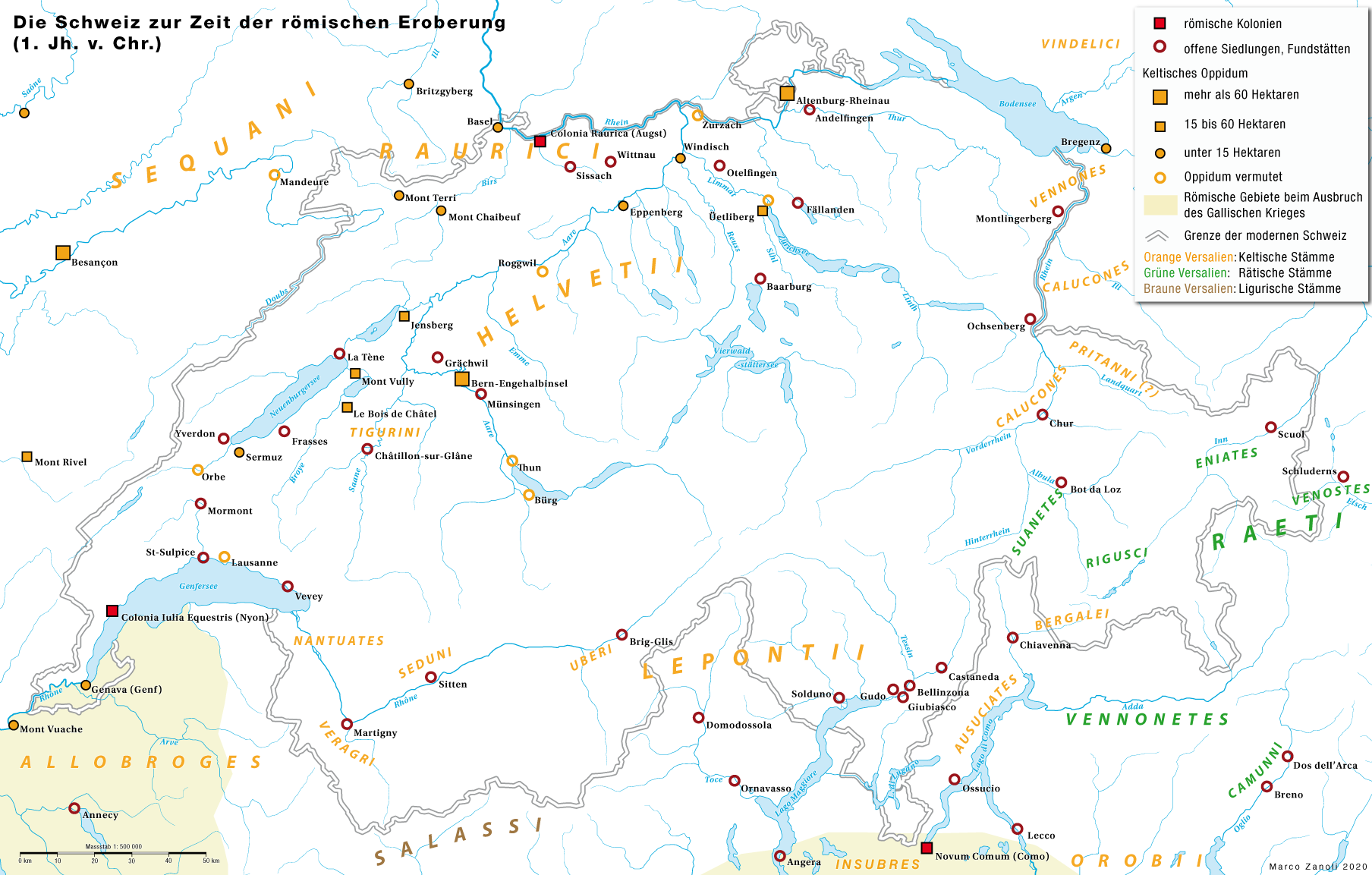
Кельтські (помаранчевий) і ретійські (зелений) поселення в Швейцарії

Дослідження поховань латенської культури в Швейцарії вказує на те, що Швейцарське плато між Лозанною та Вінтертуром було відносно густо заселеним. 
Центри поселень існували в долині Ааре між Туном і Берном, а також між Цюрихським озером і річкою Ройс. 
Вале та регіони навколо Беллінцони та Лугано також, ймовірно, були щільно заселені; однак вони лежали за межами гельветських кордонів.
Майже всі гельветські опіди були побудовані поблизу великих річок середньої частини Швейцарії. 
Не всі вони існували одночасно. 
Для більшості з них ми не маємо жодного уявлення про те, якими могли бути їхні галльські назви, за одним-двома можливими винятками. 
Там, де збереглася доримська назва, вона додається в дужках. 

Ті, що позначені зірочкою ( *), швидше за все, були зайняті сусідніми племенами (раураки, верагри тощо), а не гельветами.
- Альтенбург-Рейнау
- Базель *
- Берн-Енгехальбінзель (можливо, Брендурум[61])
- Буа-де-Шатель, Аванш
- Еппенберг
- Єнсберг
- Женева (Женава)*
- Лозанна (Lousonna)
- Мартіньї ( Octodurus )*
- Мон-Шайбеф *
- Мон-Террі[en] *
- Мон-Вуллі[en]
- Сермуз
- Утліберг, Цюрих
- Віндіш (Віндонісса)

### Головне джерело
- Caesar, Julius. Commentaries on the Gallic War.